# Liskeardite
La liskeardite è un minerale.